# Rafael de Ceballos-Escalera
Rafael de Ceballos-Escalera y Ocón (*Málaga, 12 de noviembre de 1791 - †Miranda de Ebro, 16 de agosto de 1837) fue un militar español,  Mariscal de Campo de los Reales Ejércitos.

## Familia
Hijo de Matías de Ceballos-Escalera y Morezón, fallecido en Cádiz el 1 de junio de 1812, y de su esposa Francisca de Ocón y Morillas y hermano más viejo de Manuel José de Ceballos-Escalera y Ocón (Málaga, 29 de enero de 1793 - Soria, 1836), casado con Leonor de Echagüe e Ysunza (Alfaro, 1798 - ?), padre de dos hijas: Manuela de Ceballos-Escalera y Echagüe (Fuentepinilla - Segovia, 11 de enero de 1913), casada primera vez con Martín Bermejo y Escalona, con descendencia masculina, y casada segunda vez con Carlos de Lecea y García (Segovia, 18 de febrero de 1835 - Segovia, 11 de noviembre de 1926), con descendencia femenina; y Engracia de Ceballos-Escalera y Echagüe (Madrid, 2 de mayo de 1827 - Madrid, 8 de febrero de 1901), casada con Manuel Sainz de Robles y Ortiz, con descendencia femenina.
Nieto paterno de Juan de Ceballos-Escalera y de la Mora, natural de la Cueva de Pando, en la provincia de Cantabria, y de su esposa María Teresa de Morezón, fallecida en 1749, biznieto de Juan de Ceballos-Escalera y Villasevil y de su esposa Antonia de la Mora, trisnieto de Francisco de Ceballos-Escalera y Velasco y de su esposa Juliana de Villegas, y tetranieto de Francisco de Ceballos-Escalera y Ruiz de la Escalera, natural de Espinosa de los Monteros, y de su esposa y prima ... de Velasco.
Francisco de Ceballos-Escalera y Ruiz de la Escalera fue hijo de Juan Antonio de Velasco y Ceballos Nieto, señor de la Casa de Ceballos, y de su mujer Catalina de la Escalera, nieto paterno de Juan Antonio de Velasco, señor de Velasco, y de su esposa Feliciana de Ceballos y Nieto, nacida en 1610, pariente lejana de Juan de Ceballos y Nicastro (Nápoles, 26 de abril de 1592 - Nápoles, 29 de julio de 1656), I señor de Ostuni, en Otranto, Señorío adquirido en 13 de julio y 14 de diciembre de 1639, I duque de Ostuni grande de Nápoles en el Reino de Nápoles el 8 de marzo de 1646, casado y con descendencia, Feudo que finalmente fue incorporado en la Corona y los derechos feudales se quedaron extintos por decisión de los Tribunales en 1806 y 1809 (Grande Archivo di Stato di Napoli, volumen XV, Pandetu Corrente, protocolo 7631, Patrimonio del Duca di Ostuni), y cuyos descendientes de la unión de la V duquesa de Ostuni por matrimonio con el III príncipe de Valenzano grande de las Dos Sicilias, la Casa de Tresca-Carducci, continuaron usando el título hasta el actual titular, descendientes de Pedro Díaz de Ceballos, que tomó el nombre de el Caballero, tras convertirse en caballero de la Orden de la Banda el día del aniversario de la coronación del rey Alfonso XI de Castilla y León, en 1330, fallecido alrededor de 1480, y biznieto de Benito de Velasco y Osorio y de su mujer y prima Isabel de Velasco.

## Biografía
Rafael de Ceballos-Escalera y Ocón combatió en la guerra de independencia española como oficial del regimiento de Cantabria. Finalizada la contienda en 1814 era uno de los comandantes del mismo bajo el mando general del coronel Francisco Fernández de Córdova.
En 1816 el regimiento en que servía fue destinado a formar parte de la expedición a ultramar para reforzar los reales ejércitos del Perú que combatían a los insurgentes independentistas. Para aumentar las plazas del Cantabria le fueron incorporados reclutas indisciplinados desprendidos de otros cuerpos de manera que el 8 de mayo de 1818 cuando la expedición se encontraba pronta a zarpar estalló un motín en el cuartel de San Roque encabezado por los nuevos reclutas que manifestaban no haber recibido aun sus sueldos, los cuales pretendían exigir con las armas en la mano. Fue mérito del comandante Ceballos-Escalera reprimir la sublevación, ya que apenas producida esta y acompañado únicamente de sus oficiales penetró en las cuadras sable en mano logrando mediante su enérgico temple someter a los insurrectos.
Al día siguiente la expedición partió con destino a América. Se componía de once transportes escoltados por una fragata de guerra portando a bordo a 2800 hombres principalmente del regimiento de Cantabria acompañados también de un escuadrón de dragones y una batería de artillería. Pronto sin embargo comenzaron los inconvenientes. Uno de los transportes se averió a poco de partir y hubo de ser abandonado en Tenerife. Otro, que habíase separado del resto se amotinó en alta mar donde los soldados que conducía asesinaron a sus oficiales y se entregaron a los insurgentes en Buenos Aires poniendo en manos de ellos los planos de travesía de la escuadra.
Fruto de esta traición la fragata escolta fue capturada en aguas chilenas y utilizada para engañar y apresar uno a uno a los transportes que le seguían, solo logró llegar al Callao uno de ellos conduciendo al comandante Cevallos, ahora convertido en el oficial de mayor graduación del regimiento, y 209 individuos de tropa. Durante su estancia en el Perú el comandante Rafael de Ceballos-Escalera fue promovido a coronel y contrajo matrimonio en Lima, el 25 de diciembre de 1819, con su pariente lejana la dama María del Carmen González de la Pezuela y Ceballos (Tudela, (30 de octubre de 1794 - Madrid, 15 de febrero de 1858), 378.ª Dama de la Orden de las Damas Nobles de la Reina María Luisa, hija a su vez de otro distinguido artillero montañés, el teniente general Joaquín González de la Pezuela Griñán y Sánchez de Aragón Muñoz de Velasco, I marqués de Viluma y penúltimo virrey del Perú, y de su esposa Ángela de Ceballos y Olarría. Su hija mayor Francisca de Ceballos-Escalera y González de la Pezuela, se casó con Carlos Navarro y Padilla, con descendencia masculina. Un hijo de la pareja, Joaquín de Ceballos-Escalera y González de la Pezuela, fue nombrado I marqués de Miranda de Ebro en 1891. Su hija menor Julia de Ceballos-Escalera y González de la Pezuela se casó con José Salvador de Urbina y Daoiz, marquês de Rozalejo, nacido el 11 de enero de 1800, con descendencia.
El Cantabria fue aumentado a 900 plazas y participó en las primeras acciones de la guerra de independencia peruana, sin embargo en 1821 producido el motín de Aznapuquio donde su suegro fue depuesto, el coronel Ceballos fue también desposeído del mando de su batallón quedando relegado del ejército real.
Regresó a España donde años después fue general del ejército isabelino en el norte durante la Primera Guerra Carlista. El 16 de agosto de 1837 fue asesinado en la Casa de las Cadenas de Miranda de Ebro por soldados amotinados que reclamaban el sueldo.